# Eurokommunismus
Eurokommunismus ist die Bezeichnung einer politischen Strömung innerhalb der kommunistischen Parteien Europas. Der Begriff wurde in den 1970er-Jahren geprägt und bezeichnet die Politik jener kommunistischen Parteien Westeuropas, die sich beginnend mit den Ereignissen des Prager Frühlings 1968 vom Kommunismus sowjetischer Prägung zunehmend distanzierten und eine Symbiose zwischen westlichen Demokratievorstellungen und den Ideen des Sozialismus zu realisieren versuchten. Spätestens seit dem Zusammenbruch der Sowjetunion im Jahr 1991 kann der Begriff Eurokommunismus als historisch gelten, da er bewusst in Abgrenzung zum Sozialismusbegriff der kommunistischen Führungsmacht (real existierender Sozialismus) entwickelt wurde. Die mit ihm verbundenen Politikansätze werden heute unter dem Begriff demokratischer Sozialismus geführt. 

## Begriffsbestimmung

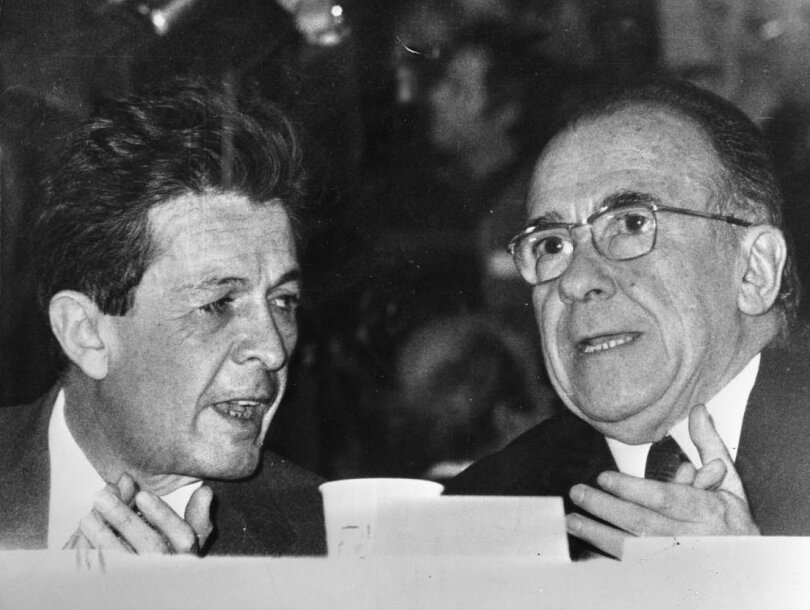
Enrico Berlinguer (links) und Santiago Carrillo, zwei bedeutende Vertreter des Eurokommunismus

Eurokommunismus bezeichnet die Politik einiger kommunistischer Parteien Westeuropas und insbesondere deren Abgrenzung zum Sozialismus sowjetischer Prägung in der Zeit des Kalten Krieges. Der Begriff entstand um 1975 und wurde in den 1970er und 1980er Jahren in Medien und Politik verwendet. Er war zunächst eine Fremd- und keine Eigenbezeichnung, wurde jedoch auch innerhalb der so bezeichneten Parteien akzeptiert und benutzt.
Die Eurokommunisten verneinten den internationalen Führungsanspruch der Kommunistischen Partei der Sowjetunion (KPdSU) über die anderen kommunistischen Parteien (KPs) und proklamierten unter Verzicht auf die Parole der „Diktatur des Proletariats“ einen demokratischen Weg zum Sozialismus innerhalb der pluralistischen parlamentarischen Systeme Westeuropas.
In den 1970er und 1980er Jahren vertraten vor allem die kommunistischen Parteien Italiens, Spaniens und Frankreichs eurokommunistische Ansichten. Wichtiger Vertreter und Vorreiter des Eurokommunismus war Enrico Berlinguer, von 1972 bis 1984 Generalsekretär der Kommunistischen Partei Italiens (PCI – Partito Comunista Italiano). Schon vor Berlinguer hatte die KP Italiens eine kritische Haltung gegenüber der KPdSU eingenommen. So verurteilte sie schon 1968 die Niederschlagung des reformkommunistischen Ansatzes des „Prager Frühlings“ durch Truppen des Warschauer Pakts unter sowjetischer Führung. In der Tschechoslowakei wurden damals Bestrebungen formuliert, unter denen auch marktwirtschaftliche Elemente (siehe Marktsozialismus) wieder eingeführt werden sollten. Entsprechend dem reformkommunistischen Wesen des Eurokommunismus sollte jedoch keine vollständige Privatwirtschaft errichtet, sondern die sozialistische Ökonomie mit einer demokratischen Struktur kombiniert werden – in der ČSSR wurde dafür die Losung „Sozialismus mit menschlichem Antlitz“ geprägt.
In Spanien widersprach der von Santiago Carrillo geleitete Parteikongress des Partido Comunista de España 1978 dem von der KPdSU verkündeten Anspruch, dass der Leninismus „der Marxismus unseres Zeitalters“ sei.
In Westeuropa folgten die politisch erfolgreichen KPs mit ständigen Mandaten in Parlamenten, Bürgermeistern oder teilweiser Regierungsbeteiligung seit den 1970er Jahren zunehmend einer eurokommunistischen Ausrichtung – viele an der KPdSU ausgerichteten KPs, wie z. B. die westdeutsche Deutsche Kommunistische Partei (DKP) und mit ihr die Sozialistische Einheitspartei Westberlins (SEW), konnten dagegen keine Wahlerfolge erringen. Vielfach wurde dies auf ihre Orthodoxie zurückgeführt, die eine authentische Politik nicht erlaubte. Faktisch gab es jedoch in Westdeutschland auch keine erfolgreichen Neu- oder Gegengründungen eurokommunistischer Parteien. Stattdessen prägte sich hier schon ein Gegensatz zwischen Parteiendemokratie und Neuen Sozialen Bewegungen aus, der in anderen westeuropäischen Staaten erst später auftrat. Eurokommunistische Intellektuelle organisierten sich in der BRD in dem von 1976 bis 1980 bestehenden Arbeitskreis Westeuropäische Arbeiterbewegung.
Der Titoismus in Jugoslawien wurde mitunter ebenfalls als eine Form des Eurokommunismus betrachtet, da Tito schon 1948 mit der stalinistischen Sowjetunion gebrochen hatte und einen eigenen Weg zum Kommunismus verfolgte. Dieser bezog sich auf frühere rätedemokratische Modelle und dynamisierte die jugoslawische Planwirtschaft durch die Einführung von Formen der Arbeiterselbstverwaltung. Das „Jugoslawische Modell“, das kollektive, demokratische Unternehmensformen im Rahmen einer Marktwirtschaft anstelle einer Zentralverwaltungswirtschaft umsetzte, hatte großen Einfluss auf die wirtschaftlichen Vorstellungen der eurokommunistischen Parteien, wurde aber auch in den sozialdemokratischen Parteien Westeuropas diskutiert.
Obwohl nicht in Europa, galt auch die relativ einflussreiche Kommunistische Partei Japans (KPJ) als „eurokommunistisch“.
Der Eurokommunismus wurde von Politikwissenschaftlern als größte politische Gefahr für den Ostblock eingeschätzt, da er erfolgreicher als der oktroyierte Kommunismus sowjetischer Prägung zu sein schien. Der Niedergang des Eurokommunismus begann jedoch nicht erst mit dem Zerfall des Staatssozialismus, sondern bereits deutlich vorher. Insbesondere das Scheitern des „Historischen Kompromisses“, einer Koalitionsregierung aus Eurokommunisten und Christdemokraten in Italien, war prägend. Es zeigte die Grenzen des eurokommunistischen Ansatzes, über Wahlen und Reformkoalitionen eine sozialistische Transformation einzuleiten. Die Wahlerfolge der italienischen Kommunisten, die zeitweise über dreißig Prozent Stimmenanteile erhalten hatten, ließen sich nach diesem gescheiterten Experiment nicht mehr erreichen, auch in anderen Staaten ging der Einfluss des Eurokommunismus bereits Anfang der 1980er Jahre massiv zurück.